# Kathedrale von Laon

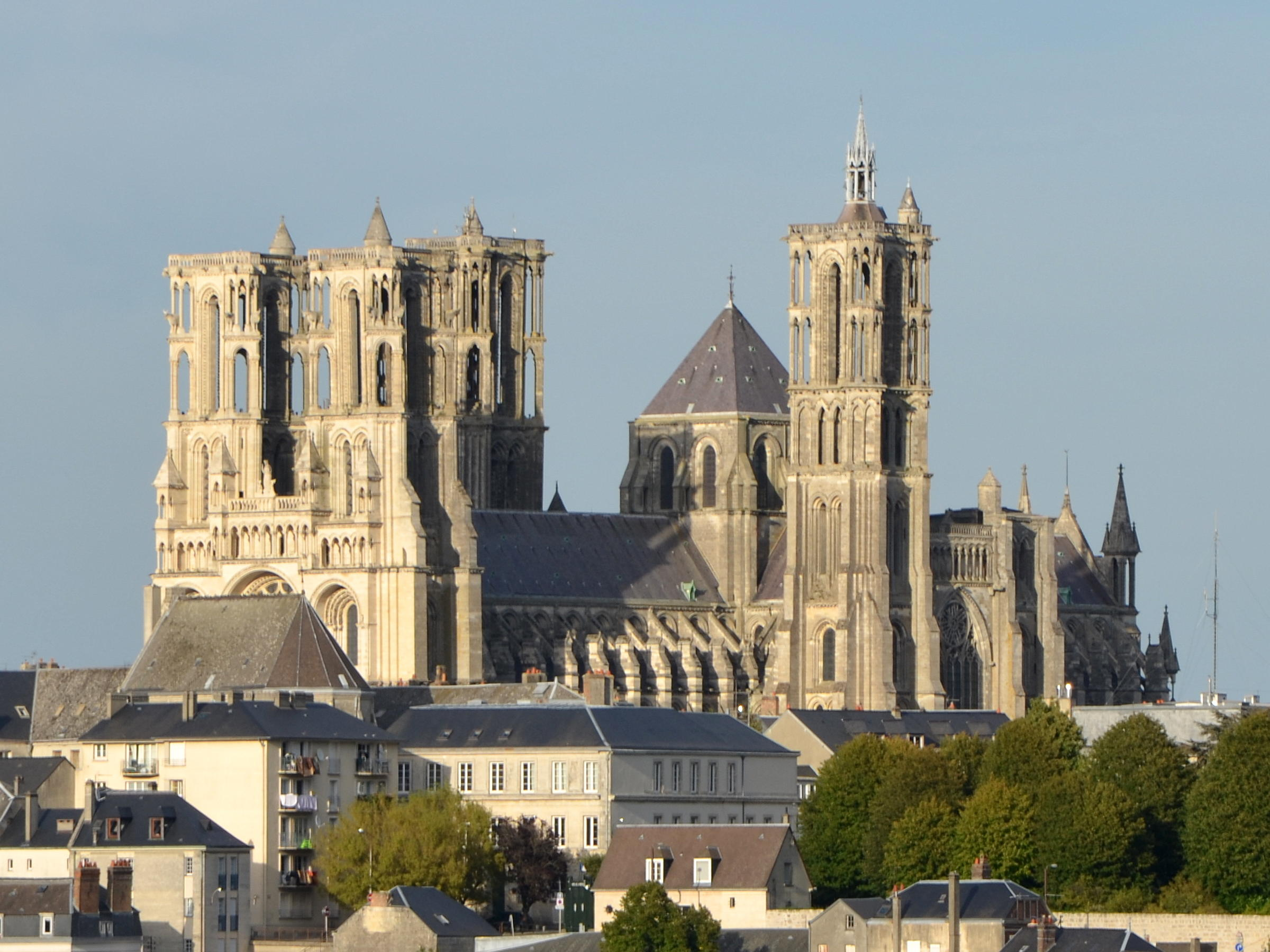
Kathedrale aus Südwesten: vier hohe Glockentürme und Vierungsturm

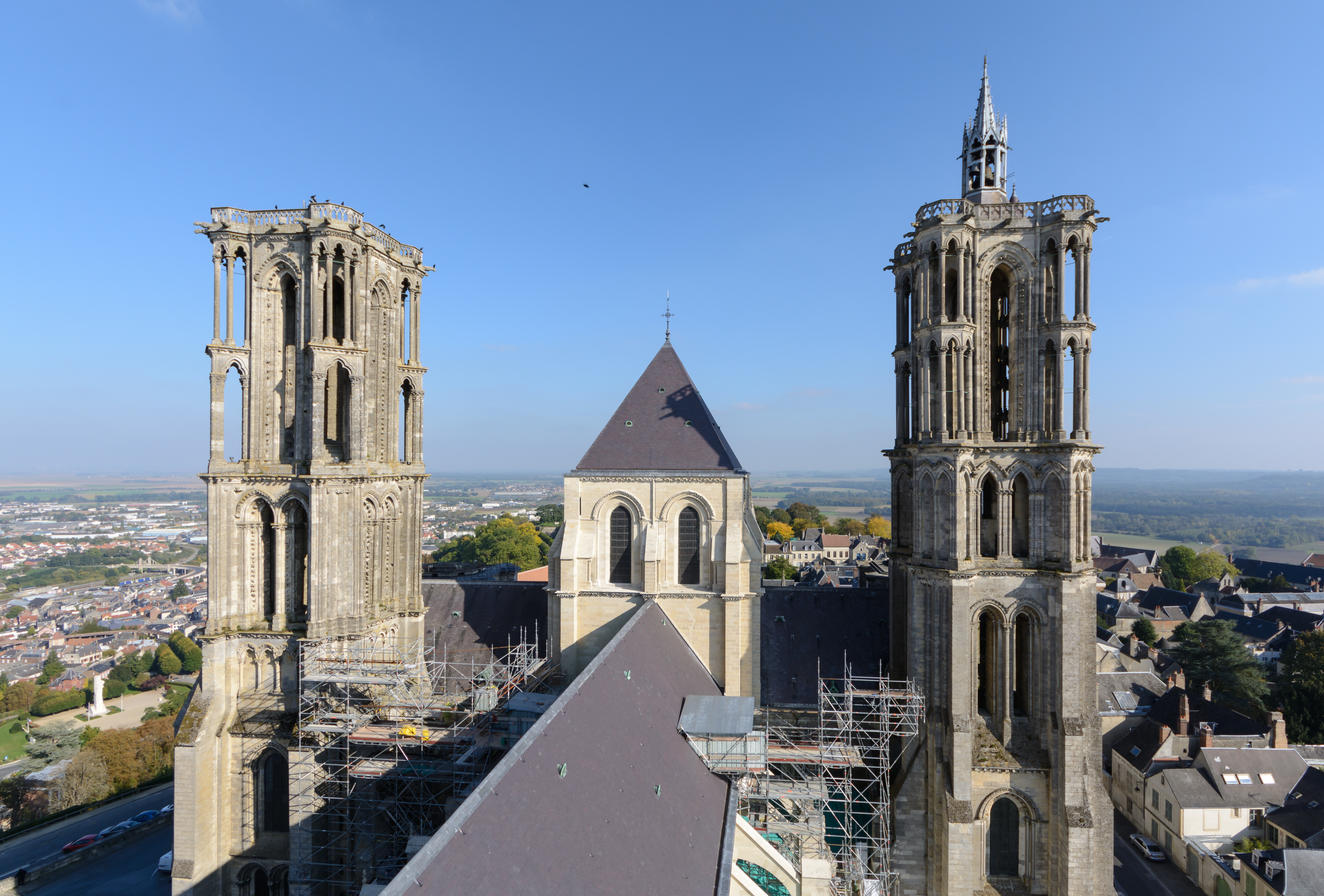
Vierungsturm und östliche Glockentürme aus dem südlichen Westturm

Die Kathedrale von Laon (Notre-Dame de Laon) ist eines der Hauptwerke der (Früh-)Gotik in Frankreich. Sie wurde in den Jahren 1155 bis 1235 für das damalige Bistum Laon gebaut und zählt zu den ersten Kirchenbauten, die in diesem Stil errichtet wurden. Die Kirche ersetzte eine ältere Kathedrale aus dem 5. Jahrhundert, die 1112 abgebrannt war. Es bestand zu dieser Zeit eine Kathedralschule, deren bekanntester Domscholaster Anselm von Laon war.
Das erste gotische Kreuzrippengewölbe entstand in dem ab 1140 errichteten neuen Chor der Abteikirche von Saint-Denis. Die Wirkung war gewaltig. Fortan bauten die Bischöfe im Norden Frankreichs gotisch, und rasch breitete der Stil sich aus. In nur wenigen Jahren entstanden die neuen Kathedralen von Sens (seit 1135), Senlis (1151) und Noyon (1157). Die Kathedrale von Laon gehört ebenfalls zu dieser frühen Phase der Gotik, genannt Gothique primitif.

## Abmessungen
- Länge: 110,50 m
- Breite: 30,65 m
- Gewölbehöhe des Langhauses: 24 m
- Höhe des Vierungsturmes: 42 m
- Querschifflänge: 56 m
- Turmhöhe der Westfassade: 56 m

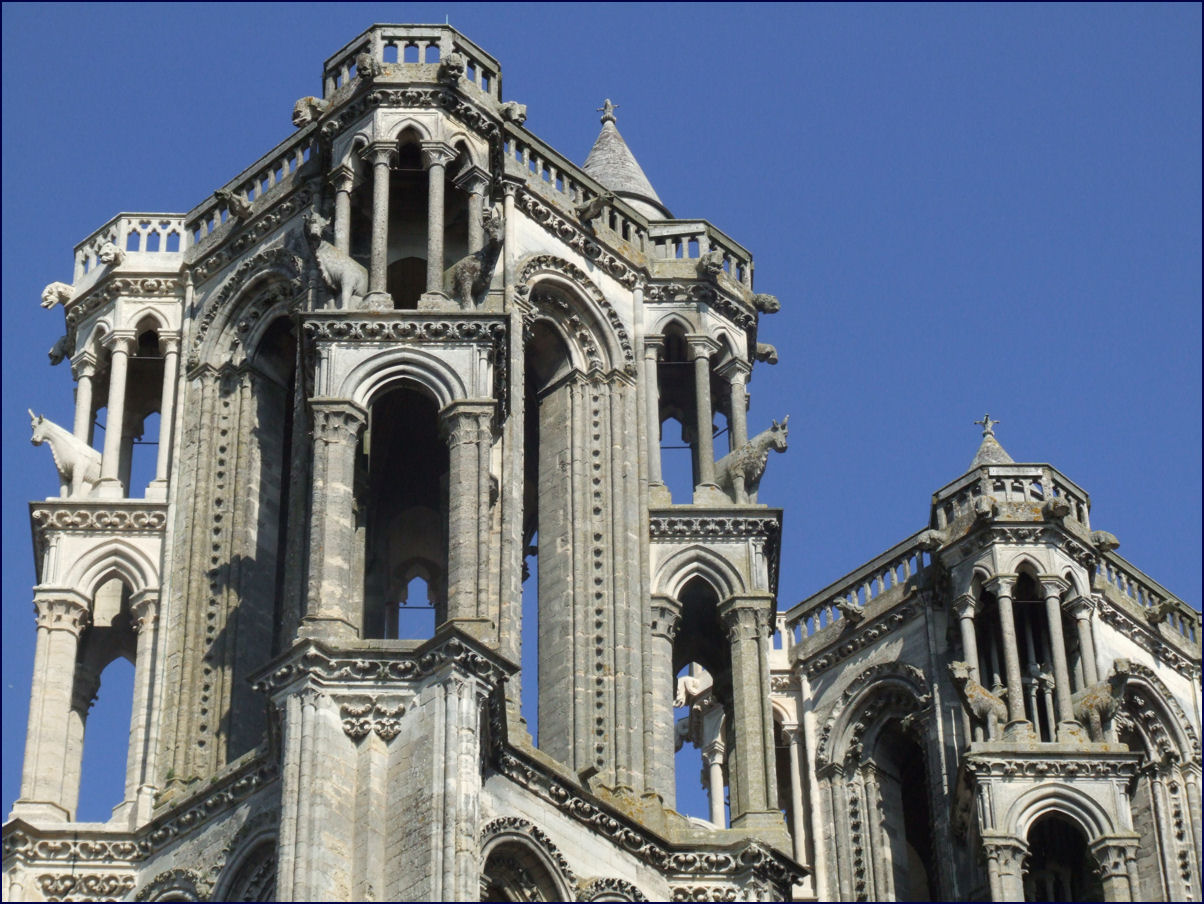
Westtürme aus Südosten

- Höhe des Turms der Nordfassade des Querschiffs: 56 m
- Höhe des Turms der Südfassade des Querschiffs: 60,5 m
- Querschiffbreite: 22 m

Das Gebäude befindet sich seit 1840 unter Denkmalschutz. In den Jahren 1853 bis 1913 wurde die Kathedrale restauriert.

## Türme

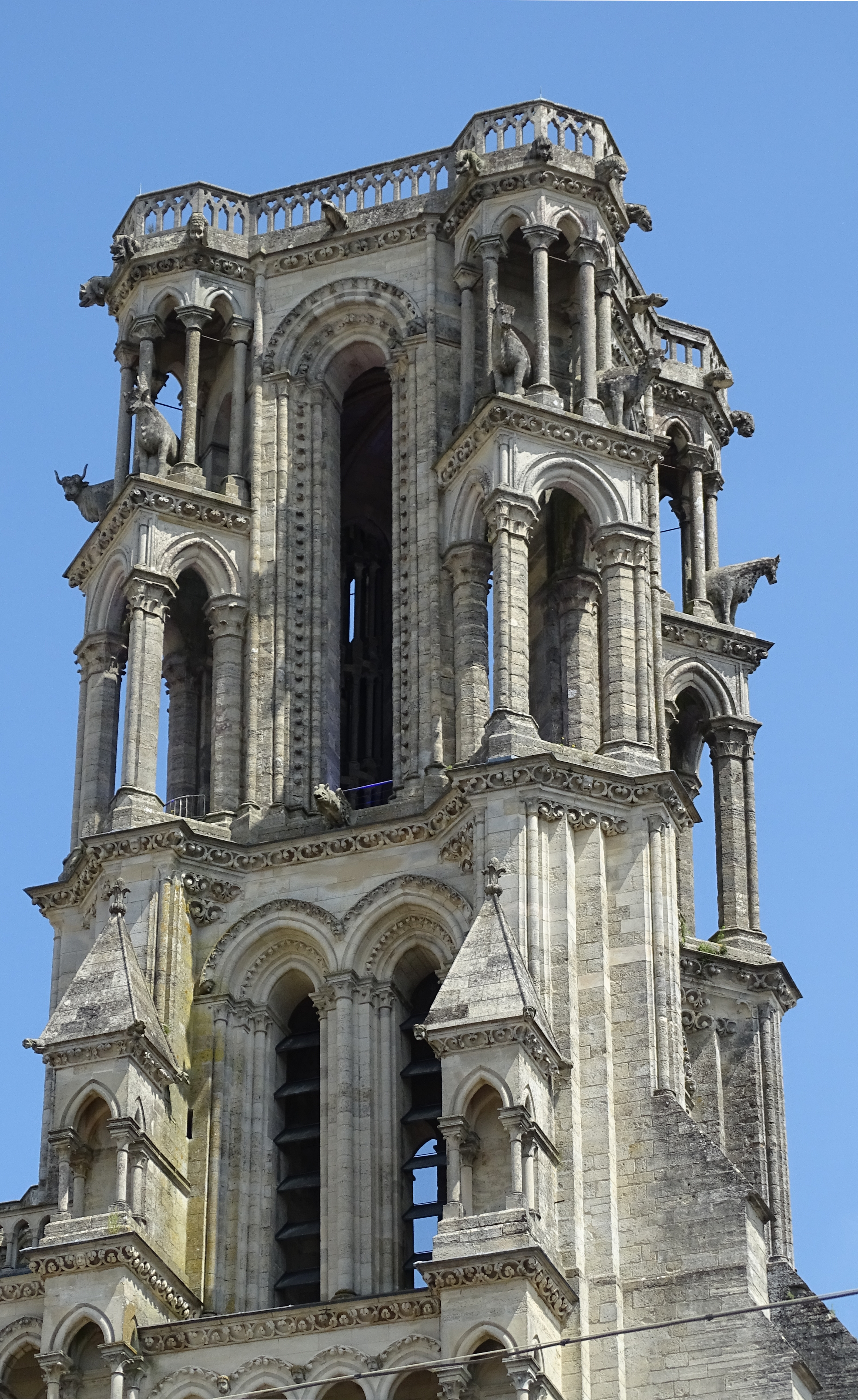
Nördlicher Westturm

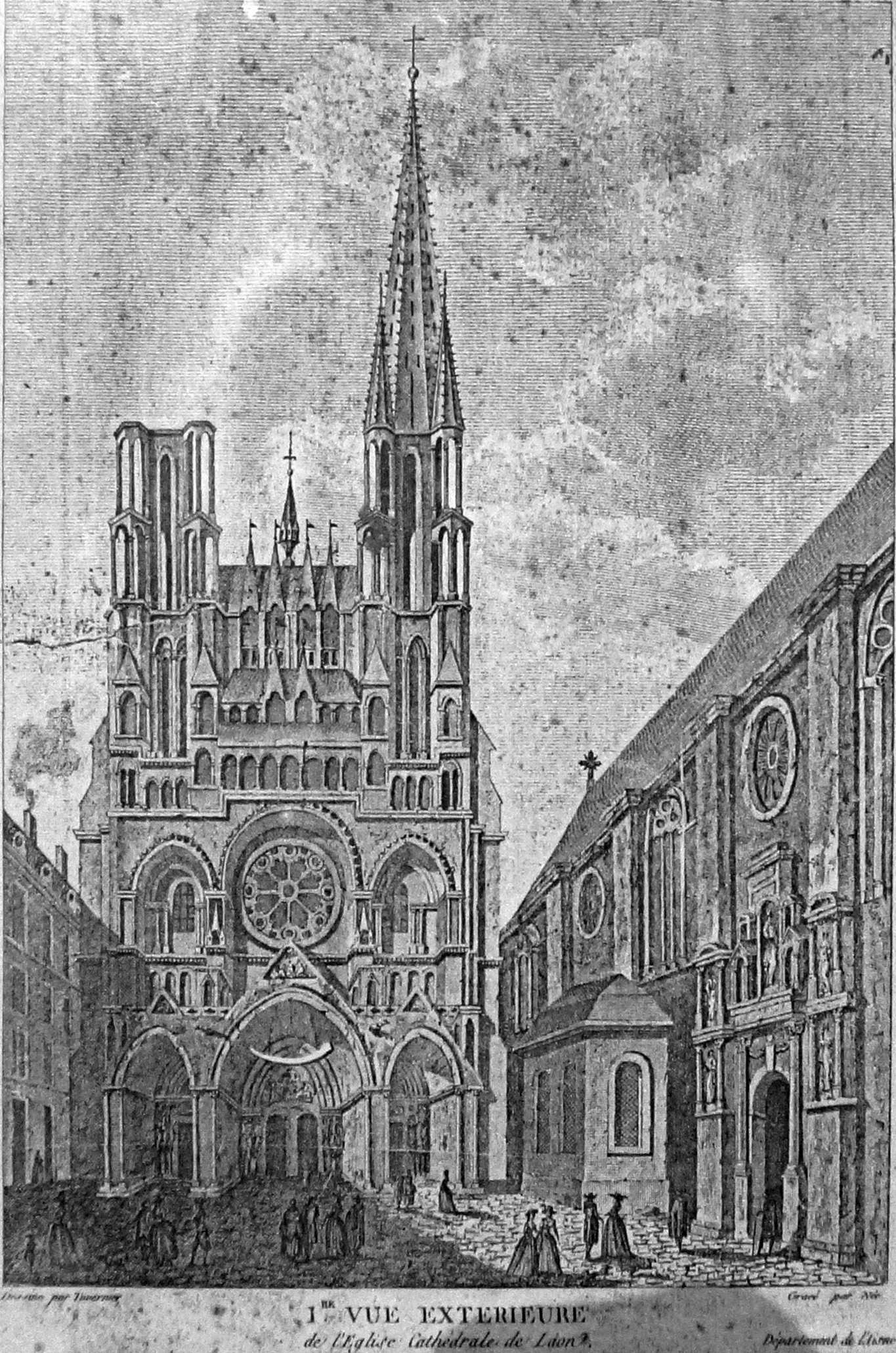
Westfassade im 18. Jahrhundert

Die Kathedrale von Laon hat vier gleichartige hohe Glockentürme, zwei an der Westfassade und je einen an den Westecken der Querhausenden. Der südliche Westturm trug mehrere Jahrhunderte lang ein hohes Pyramidendach. Die Türme an den Ostecken der Querhausenden haben den gleichen Grundriss, aber ihre Freigeschosse wurden nicht ausgeführt. Der Vierungsturm hat ein hohes Fenstergeschoss und belichtet als Laternenturm die Vierung. Er trägt ein Zeltdach. Der Ostgiebel ist mit vier kleinen Türmen geschmückt, durchbrochen wie die Glockentürme, aber mit Pyramidendächern versehen. Villard de Honnecourt, mit seinem Skizzenbuch einer der bedeutendsten Architekturtheoretiker des Mittelalters, besichtigte Laon Anfang des 13. Jahrhunderts, wohl bald nach der Fertigstellung der Glockentürme, und war von der wandauflösenden Gestaltung begeistert: „Ich habe viele Länder gesehen, […] aber an keinem Ort habe ich jemals einen solchen Turm erblickt, wie der von Laon einer ist.“ Zu den Kirchen, an denen man sich die Laoner Glockentürme zum Vorbild nahm, gehören der Bamberger und der Naumburger Dom.
Diese Türme von Laon sind nicht nur wegen ihrer weitgehenden plastischen Durchgliederung des Mauerwerks berühmt geworden, sondern auch, weil sie zum ersten Mal von einer viereckigen Grundfläche zu einer achteckigen in den oberen Geschossen überleiteten, was von da an ebenfalls häufig nachgeahmt wurde. Die oberen beiden Geschosse sind in ihrem Kern achteckig und vor jeder zweiten Ecke steht die große zweigeschossige Fiale mit den Ochsen. Damit ist auch ein Moment der Drehung in die Türme hineingekommen.
Als Vorbild der Glockentürme der Kathedrale von Laon werden gerne diejenigen der Kathedrale von Tournai gesehen, die aber selber erst nach der Anfang des 13. Jahrhunderts erfolgten Einwölbung des Querhauses errichtet wurden, also wahrscheinlich jünger als die von Laon sind. Überzeugender als Vorbild ist der Westturm der Kathedrale von Ely in England, errichtet zwischen 1174 und 1189 und in seinen Formen sogar schon näher an denen von Laon.
Unter den Turmgeschossen zieht sich, an den Ecken der Türme leicht versetzt, über die ganze Breite der Fassade eine Zwerggalerie hin. Dieses Gestaltungselement gilt sonst als typisch für die deutsche Romanik sowie für die lombardische Romanik und Gotik.

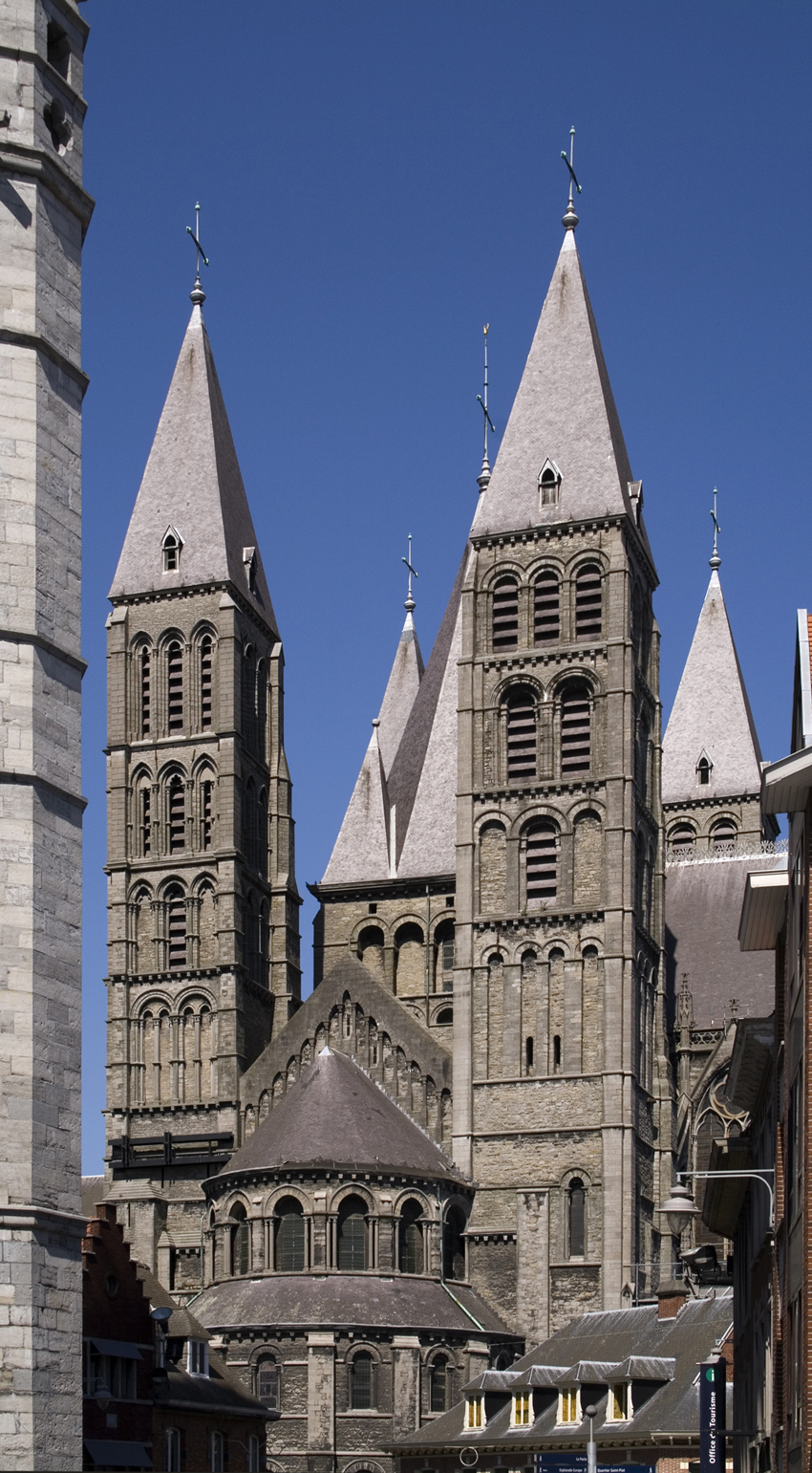
Ecktürme von Tournai, 2.–4. Dekade des 13. Jh.
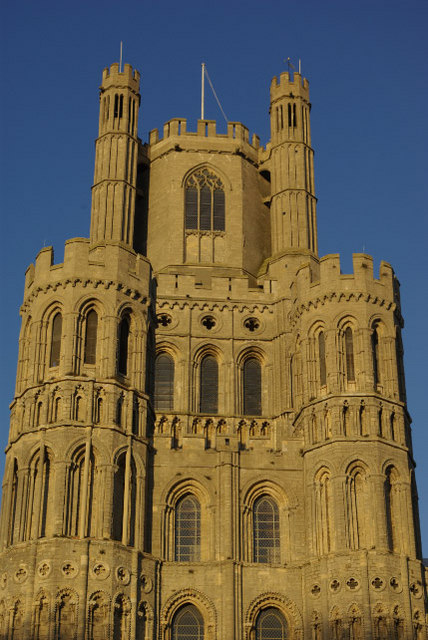
Westturm von Ely, 1174–1189 (Laterne jünger)
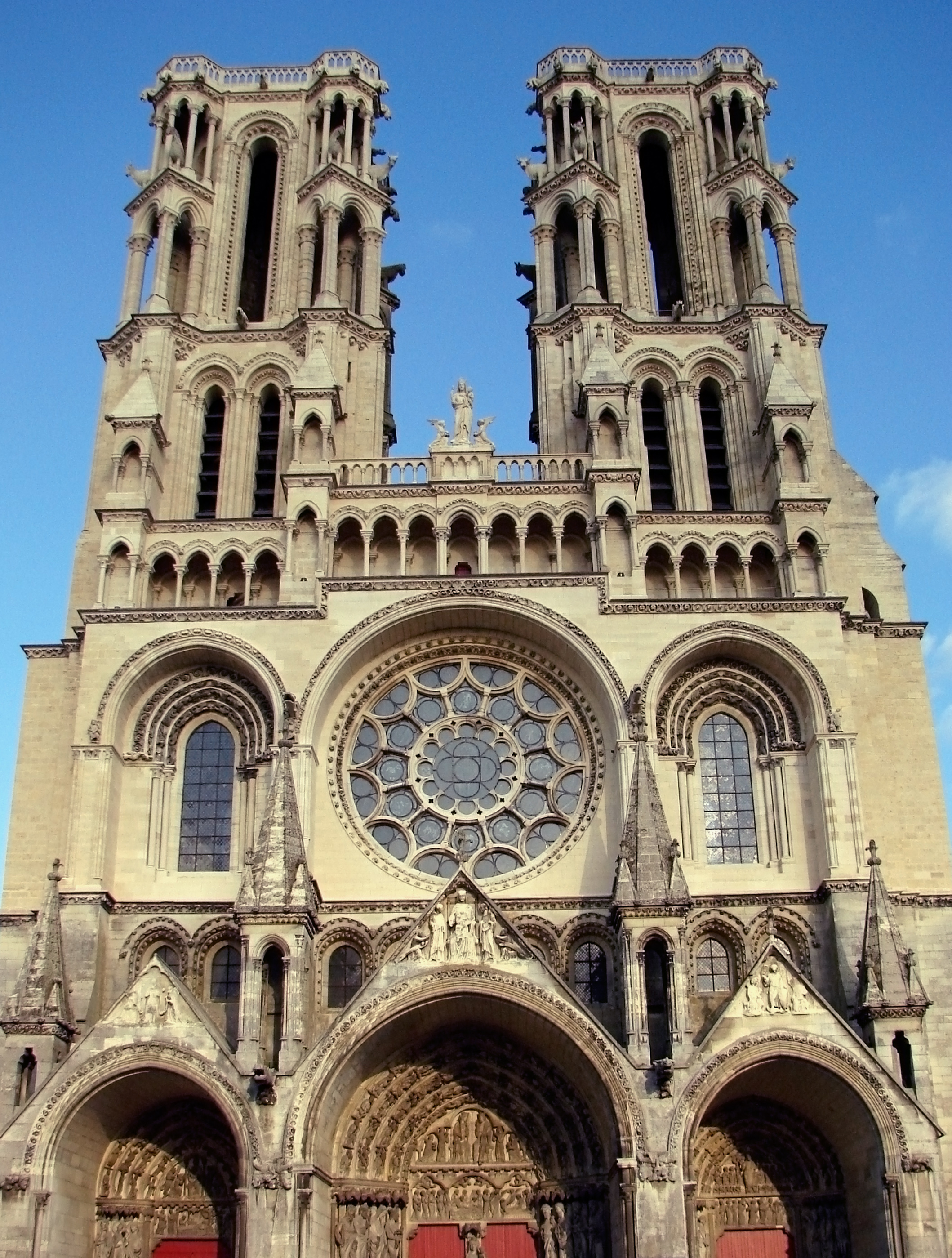
Westfassade von Laon
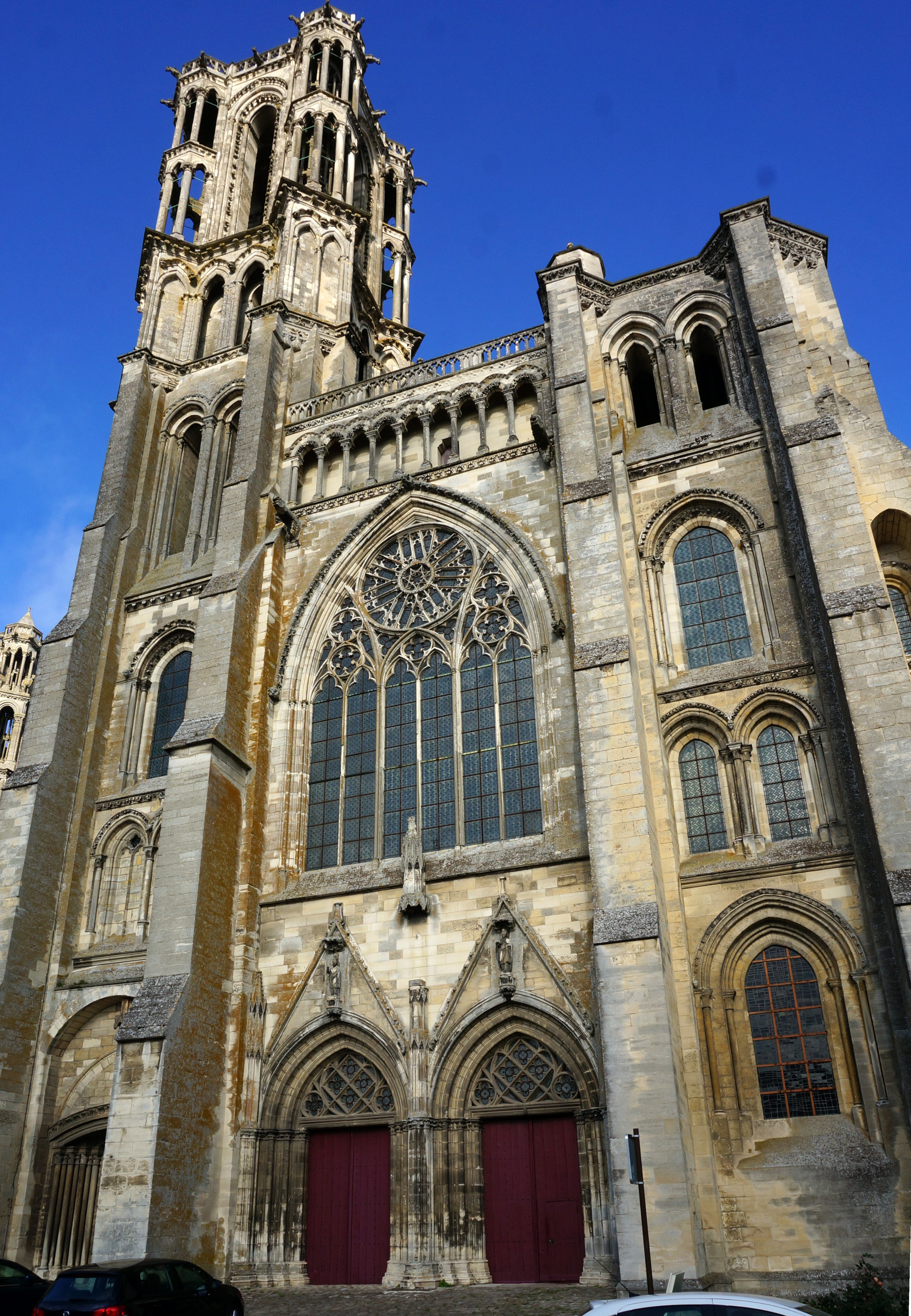
Südquerhaus von Laon

## Fassadengliederung
In der Westfassade wurden jegliche Wandflächen vermieden. In der Mitte dominiert die erste Westrose der Gotik. Ihr Durchmesser ist größer als die Höhe der flankierenden aufrechten Fenster unter den Türmen. Die Zwerggalerie über dem Rosengeschoss hat deswegen einen Höhenversatz, liegt über der Rose höher als in den Türmen. Die Stufenportale im Erdgeschoss haben jedes eine eigene Vorhalle, und deren vordere Bögen sind mit Wimpergen bekrönt, eine Neuerung gegenüber Saint-Denis und Notre-Dame de Paris. Das mittlere Portal und sein Wimperg sind breiter und höher als die seitlichen. Die zusammen vier Pfeiler der Vorhallen sind mit kleinen Türmchen bekrönt, durchbrochen wie die Glockentürme, aber mit spitzen Helmen mit Ecktürmchen bedeckt.
Die Betonung der Mitte in mehreren Etagen und die kleinen und großen vertikalen Elemente, die in Schichten „hintereinander aufsteigen“ (auch dies eine Neuerung) geben der Fassade einen dynamischen Charakter. „Ein triumphaler Zug kommt in die Eingangsseite, und man begreift, dass die späteren Schaufronten von Bischofskirchen in Chartres, in Amiens und in Reims an das dramatische Vorbild von Laon angeknüpft haben.“. Sie suchten die Balance zwischen der ausgewogenen, statischen Lösung von Paris und der dramatischen Unruhe von Laon.
Im 19. Jahrhundert wurde die Fassade im Zuge von Instandsetzungen erheblich überarbeitet.

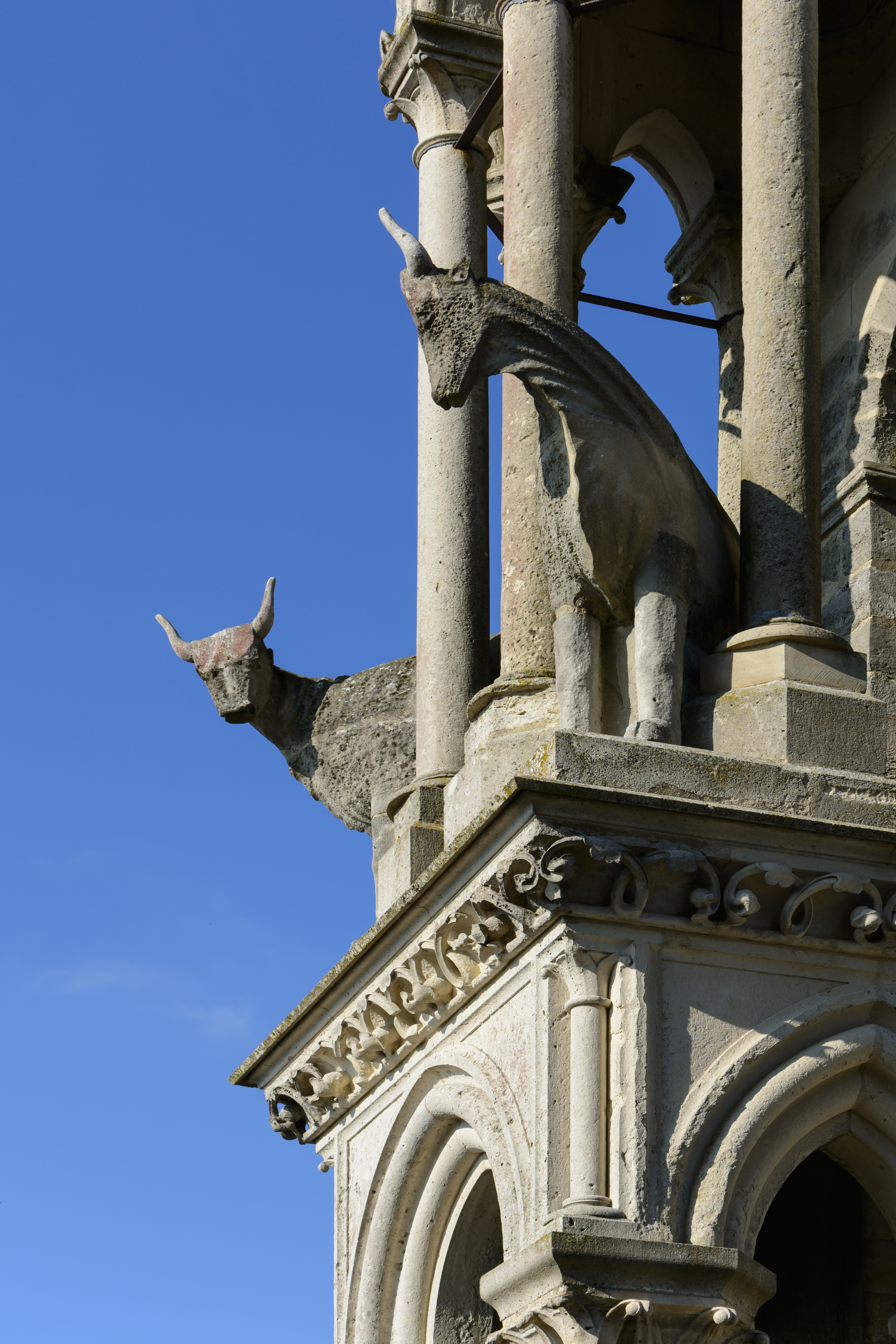
Ochsen auf den Türmen

### Die 16 Ochsen
Die Türme sind in ein filigranes Gliedersystem aufgelöst und in geradezu spielerischer Laune dekoriert: Auf den Zwischenplattformen der Ecktürmchen der vier Glockentürme stehen die Vollplastiken von insgesamt 16 Rindern, die üblicherweise als Ochsen bezeichnet werden, obwohl sie dafür ungewöhnlich schlank sind.
Zum Sinn dieser Tierplastiken wurden schon viele Gedanken geäußert, aber keine eindeutige Erklärung gefunden. Eine frühere Ansicht geht dahin, dass die Bauleute damit den zahlreichen Ochsen einen Gedenkstein setzen wollten, die bei der Errichtung der Kathedrale mitgeholfen haben, indem sie das Steinmaterial auf unzähligen Karren herbeigezogen haben. „Heute neigt man zu geistigeren, symbolträchtigeren Erklärungen und vermutet eher eine Anspielung auf die Ochsen, die nach dem Buch der Könige im Hof des Salomonischen Tempels zu sehen waren.“

## Langhaus

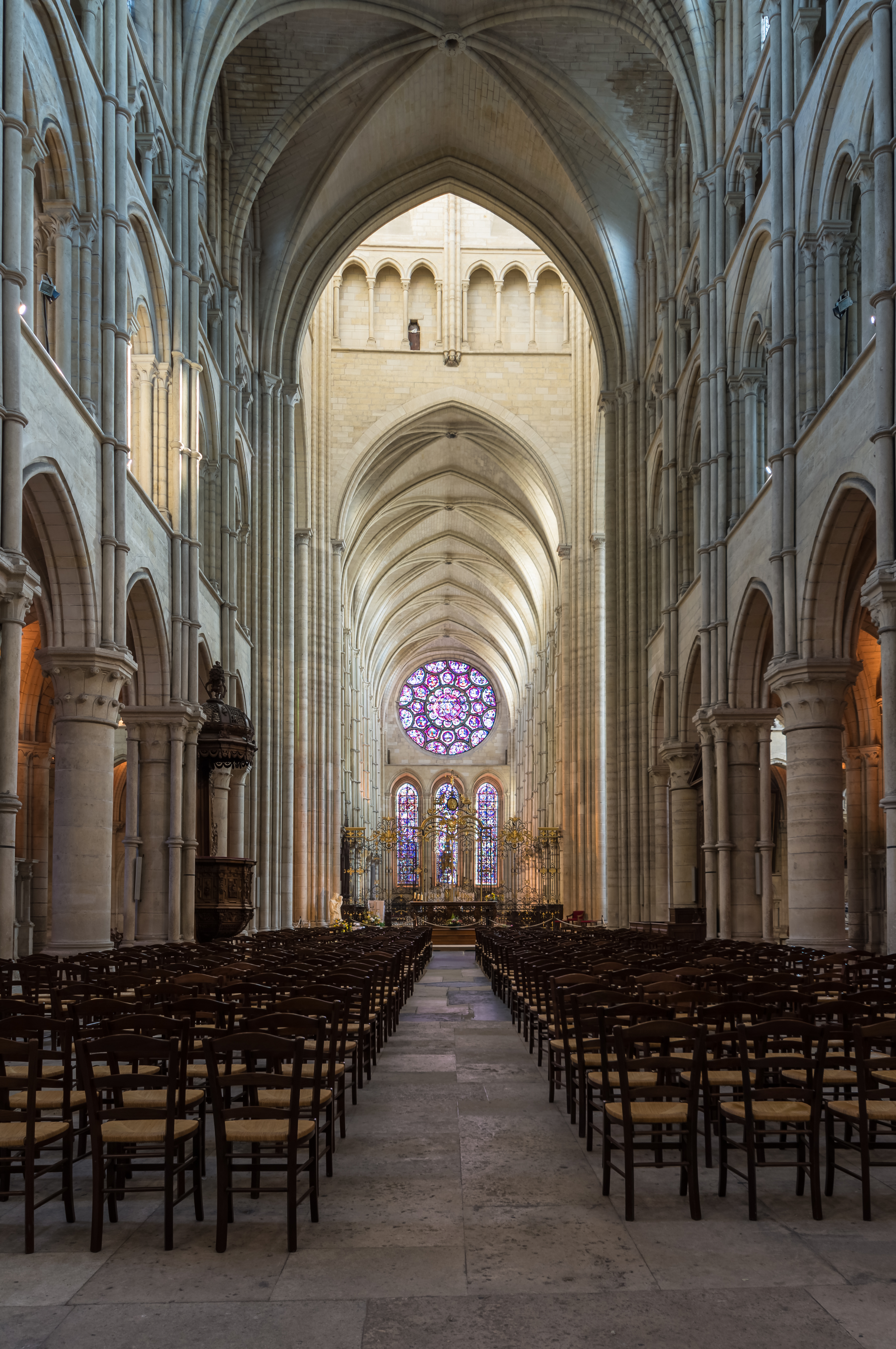
Mittelschiff nach Osten

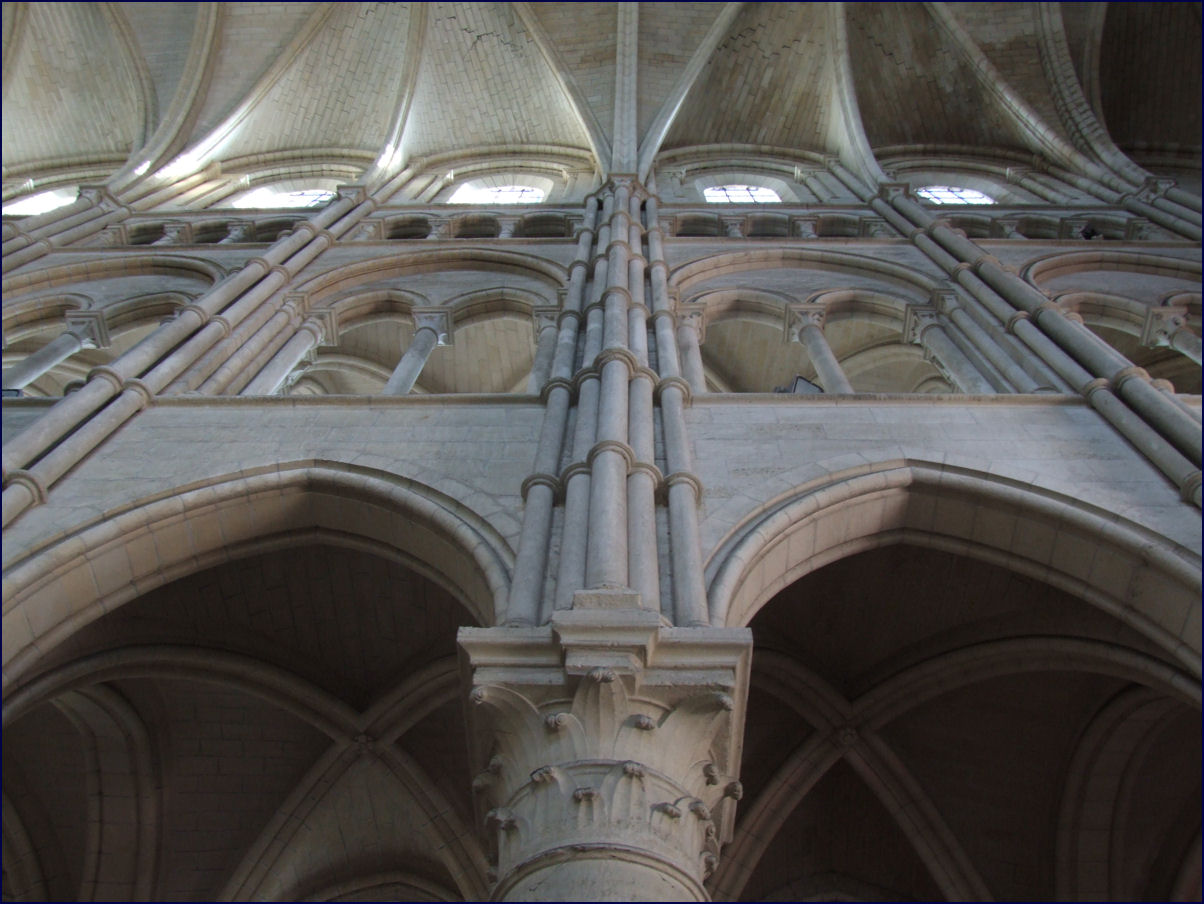
Wandaufriss des Mittelschiffs

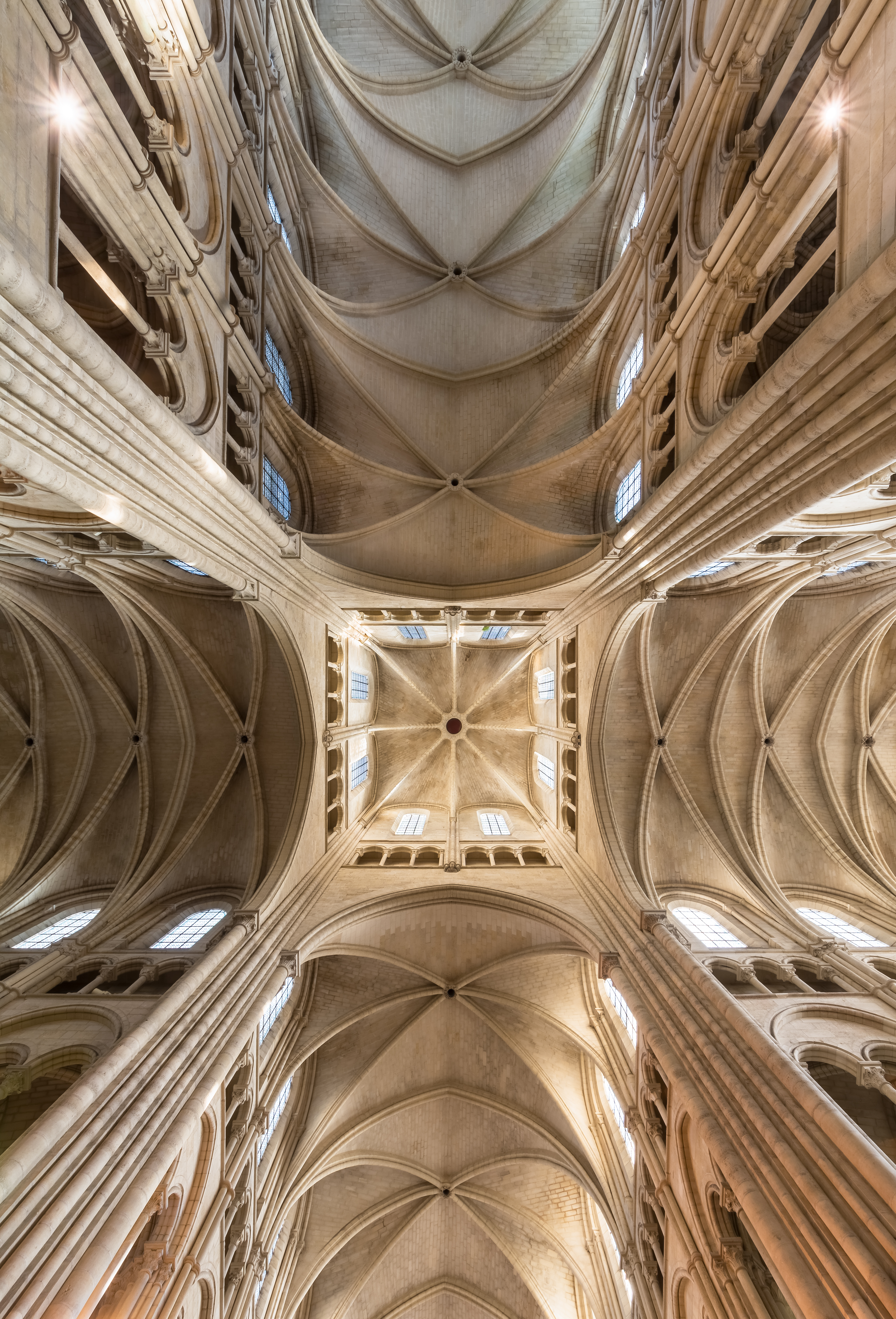
Gewölbe: im Querhaus vierteilig, in Chor- und Mittelschiff sechsteilig, Laterne achtteilig

Das Langhaus von Laon geht noch einen Schritt weiter als das in Noyon: hier gibt es fast keinen Stützenwechsel mehr, sondern nur noch Säulen. Nur beim zweiten und beim vierten Säulenpaar westlich der Vierung sind die Säulen durch jeweils vier schlanke Nebensäulen zu einer Art von Bündelpfeiler ergänzt. Für den optischen Eindruck eines basilikalen Innenraumes ist die Gestaltung der Stützen des Langhauses von großer Bedeutung. Pfeiler, deren Kanten in Richtung der Längsachse des Gebäudes und quer dazu stehen, grenzen Mittelschiff und Seitenschiffe stark voneinander ab und betonen so die Schwere und Wucht der Mauern. Säulen erlauben die diagonale Sicht aus einem Schiff ins andere. Bei der gotischen Form von Bündelpfeilern, deren Kanten in der Summe im Winkel von 45° zu den Gebäudeachsen stehen, ist grundsätzlich eine gute Diagonalsicht gegeben. Es hängt jedoch vom Durchmesser der Pfeiler und der Länge des Kirchenraums ab, ob die Arkaden eher Durchblicke zulassen oder die Schiffe wie enge Schluchten wirken. Hier in Laon, wo es nur noch Säulen gibt, wirkt die Architektur wesentlich leichter und offener als in Noyon, die Bodenschwere ist genommen. Das vielzitierte Stützsystem der Gotik tritt hier schon ausgeprägt in Erscheinung. Der Raumeindruck wird bestimmt durch die vom Boden bis ins Gewölbe hochziehenden senkrechten Linien, die die Joche und damit den ganzen Bau zwischen sich einzuspannen scheinen. ‚Joche‘ sind die aufeinander folgenden Raumeinheiten einer Kirche, bestehend aus einem Mittelschiff- oder einem Seitenschifffeld. Die Kombination von Mittelschifffeld und den begleitenden Seitenschifffeldern nennt man in der Gotik eine ‚travée‘.
Dabei muss aber einschränkend betont werden, dass es auch eine starke waagerechte Gliederung in vier verschiedene Geschosse gibt, die besonders dadurch entsteht, dass die Dienste nicht bis zum Boden durchgehen, sondern auf den Säulenkapitellen aufsitzen. Es entsteht so der Eindruck, dass die Säulen die oberen Geschosse „tragen“, die damit einen leicht schwebenden Charakter bekommen. Das wird sich im Gothique classique, in Chartres und in Bourges ändern. Da werden die Emporen wegfallen, die ein dominantes waagerechtes Element bilden. Und es werden die Dienstbündel die gesamte zur Verfügung stehende Länge des Linienverlaufes einnehmen: von einer Säulenbasis, also vom Erdboden aus, über das Gewölbe hinweg bis zur anderen Säulenbasis auf der gegenüberliegenden Seite. Das wird den Jochcharakter des Langhauses betonen – der Raum wird zu einer schnellen Aufeinanderfolge gleicher Raumeinheiten – und es wird die Vertikalisierung betonen, die Höhensteigerung. Laon hat u. a. auch deshalb „noch“ Emporen, weil über diese Emporen der Gewölbeschub aufgefangen wurde in der Zeit vor der Erfindung des Strebewerks 1160/80.
Solche Dienstbündel steigen hier von den Säulenkapitellen zu den Gewölberippen hoch. Eine statische Bedeutung haben sie kaum. Sie sollen lediglich das Konstruktionsprinzip des Baues deutlich machen. Jede Rippe des Gewölbes und der Fensterzone soll sichtbar auf der Säule aufruhen und erhält deshalb einen eigenen Dienst, der ihr Gewicht symbolisch nach unten leitet.
Rein technisch hätte man den Gewölbedruck natürlich auch direkt in der Mauer nach unten und ebenfalls über die Säulen und das Strebewerk außen ableiten können. Hier aber kommt es darauf an, – und auch das ist ein Unterschied zur romanischen Architektur –, die Kraftströme einer solchen Kathedrale sichtbar zu machen, als Ausdrucksträger zu nutzen, um den Charakter des Bauwerks als Darstellung aktiv tätiger Energien zu unterstreichen. Günther Binding spricht hier von „Illusionsarchitektur“ (Binding, S. 293). Das sind ähnliche Prinzipien, wie sie schon bei der ‚Aufspaltung der Mauer‘ in Sens und die Umwandlung der Wand in eine Bildfläche wirksam waren. Die 12 Säulen des Langhauses, die auch die Apostel des Neuen Testamentes bedeuten, tragen damit für jeden erkennbar das Gebäude dieser Kirche, das die Ordnung der göttlichen Welt auf Erden symbolisiert (12 ist auch die Vollständigkeits- und Heiligenzahl, 12 Jünger Jesu, 12 Stämme Israels, 12 Stunden, 12 Monate.).
Der Wandaufbau ist der gleiche wie in Noyon, hier allerdings vollkommen original erhalten, also auch ohne Maßwerkfenster im Lichtgaden. Eine Eigenart fällt in der historischen Rückschau aber auf: hier gibt es keine deutliche Zusammenfassung von zwei Jochen zu einer Einheit mehr wie bei den Kathedralen bisher, trotzdem aber noch ein sechsteiliges Gewölbe.
Das Langhausgewölbe zeigt, mit welcher kristallinen, mathematischen Klarheit der ganze Bau konstruiert ist. Von den tragenden Säulen geht die Bewegung über die Dienste in die Gewölberippen weiter und auf der anderen Seite wieder herunter – besser gesagt geht die Bewegungstendenz von beiden Seiten durchgehend nach oben.

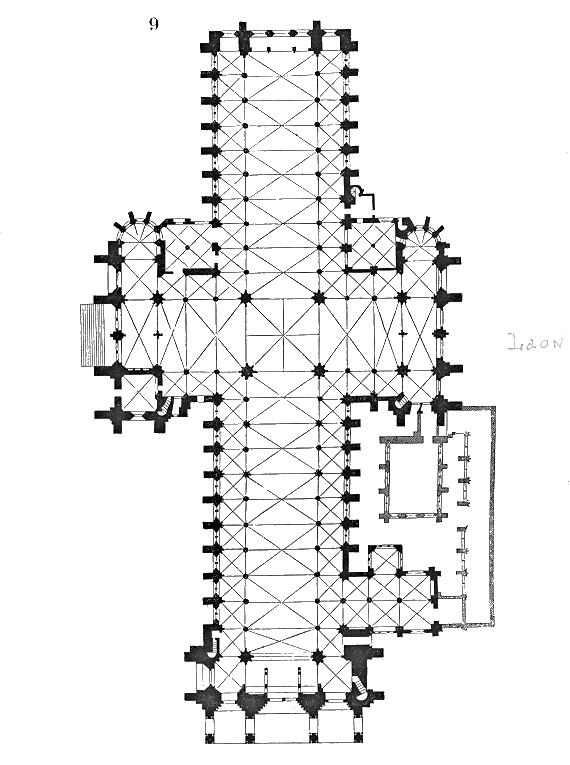
Der Grundriss der Kathedrale nach Viollet-le-Duc

Wenn man allerdings genau hinsieht, dann fällt auf, dass die Zahl der Dienste, die von den Säulen hochsteigt, nicht gleich ist. Es sind abwechselnd drei oder fünf Dienste. D.h. eine gewisse Ungleichgewichtigkeit der Joche ist noch erhalten geblieben und insoweit ist das sechsteilige Gewölbe gerade noch gerechtfertigt. Aber man merkt, dass jetzt nur noch ein kleiner Schritt nötig ist, um auch diese Unterschiede auszugleichen und die Mittelschiffjoche zu einer identischen Reihe werden zu lassen. Diesen Schritt wird anschließend Notre-Dame in Paris vollziehen, aber immer noch mit sechsteiligen Doppeljochen. Der Schritt zu vierteiligen Einzeljochen auch über Chor und Mittelschiff wurde erst bei der Kathedrale von Chartres vollzogen.
Die Kirche hatte ursprünglich – wie allgemein üblich – einen runden Chorraum mit Kapellenkranz. Die Hauptfassade sowie die Fassaden der Querhäuser sollten von Türmen eingerahmt werden. Dies wurde nur bei der Hauptfassade vollendet, die Türme am Querhaus blieben Stückwerk.
Ein siebter Turm über der Vierung sollte den Eindruck des vieltürmigen, himmlischen Jerusalems betonen, wie es in der Bibel beschrieben wird.
Man rätselt auch über den Grund, warum im Innenraum bereits nach 40 Jahren der runde Chorraum wieder abgerissen und durch eine gerade Wand ersetzt wurde. Dadurch wird eine große Einheitlichkeit erreicht: Alle vier „Häuser“ endeten in einer solchen Wand mit einer Fensterrose – ein Element, das ebenfalls hier in Laon zum ersten Mal verwendet wurde. Die Rose des Südquerhauses wurde allerdings später durch ein Spitzbogenfenster mit hochgotischem Maßwerk ersetzt.
Dass dieser einheitliche Raumeindruck ausschlaggebend für den Umbau war, scheint durch einen anderen Aspekt naheliegend zu sein: Beim Neubau nahmen die Baumeister keinen Stilwechsel vor, obwohl durch die großen Kathedralen (Paris 1163, Chartres 1194) längst andere Bauelemente „modern“ waren. In Laon dagegen baute man 1200 den neuen Chorraum genauso wie das Langhaus.
Der nicht in Laon erfundene vierteilige Wandaufbau wurde noch während der dortigen Bauzeit bei zwei um 1180 begonnenen Projekten aufgegriffen, beim Bau der Kathedrale von Soissons und beim gotischen Umbau des vorher frühromanischen Limburger Doms, bevor 1194 mit der Kathedrale von Chartres die dreiteilige Wandgliederung der „klassischen Gotik“ eingeführt wurde.

## DerenglischeChor

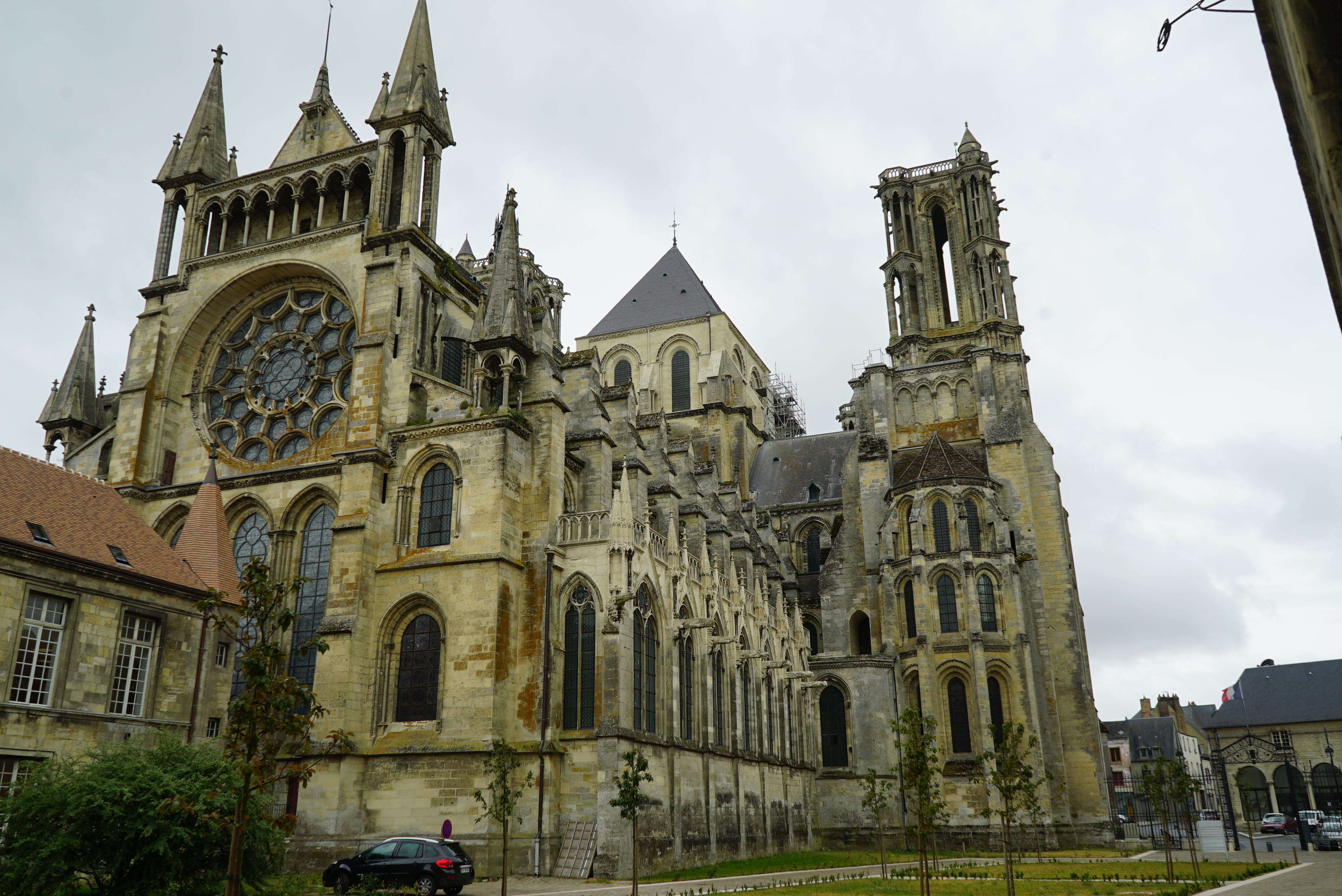
Rechteckiger Chorschluss mit vier spitzen Türmchen

Der Chor ist wesentlich größer als die anderen frühgotischen Chöre in Frankreich. Er wirkt wie ein Langhaus und ist nicht polygonal geschlossen, sondern rechteckig. Das hat etwas mit der überaus starken Beziehung zwischen England und Frankreich zu jener Zeit zu tun. Damals waren diese beiden Länder politisch nicht so eindeutig getrennt wie heute.
Die Kathedrale von Laon wurde in zwei großen Bauphasen errichtet. Die erste begann 1160, die zweite um 1190. Der Chor war ursprünglich polygonal, also fast rund geschlossen wie die anderen französischen Kirchen auch. In der zweiten Bauphase orientierte man sich aber an englischen Vorbildern, die fast ausnahmslos einen Rechteckchor haben. Einer der Gründe für die großen Ausmaße der englischen (engl.: square east end) Chöre und damit auch des Laoner Chores ist, dass damit Platz geschaffen werden sollte für die Grabmäler der Domherren, die im Chor bestattet werden mussten.

## Orgel

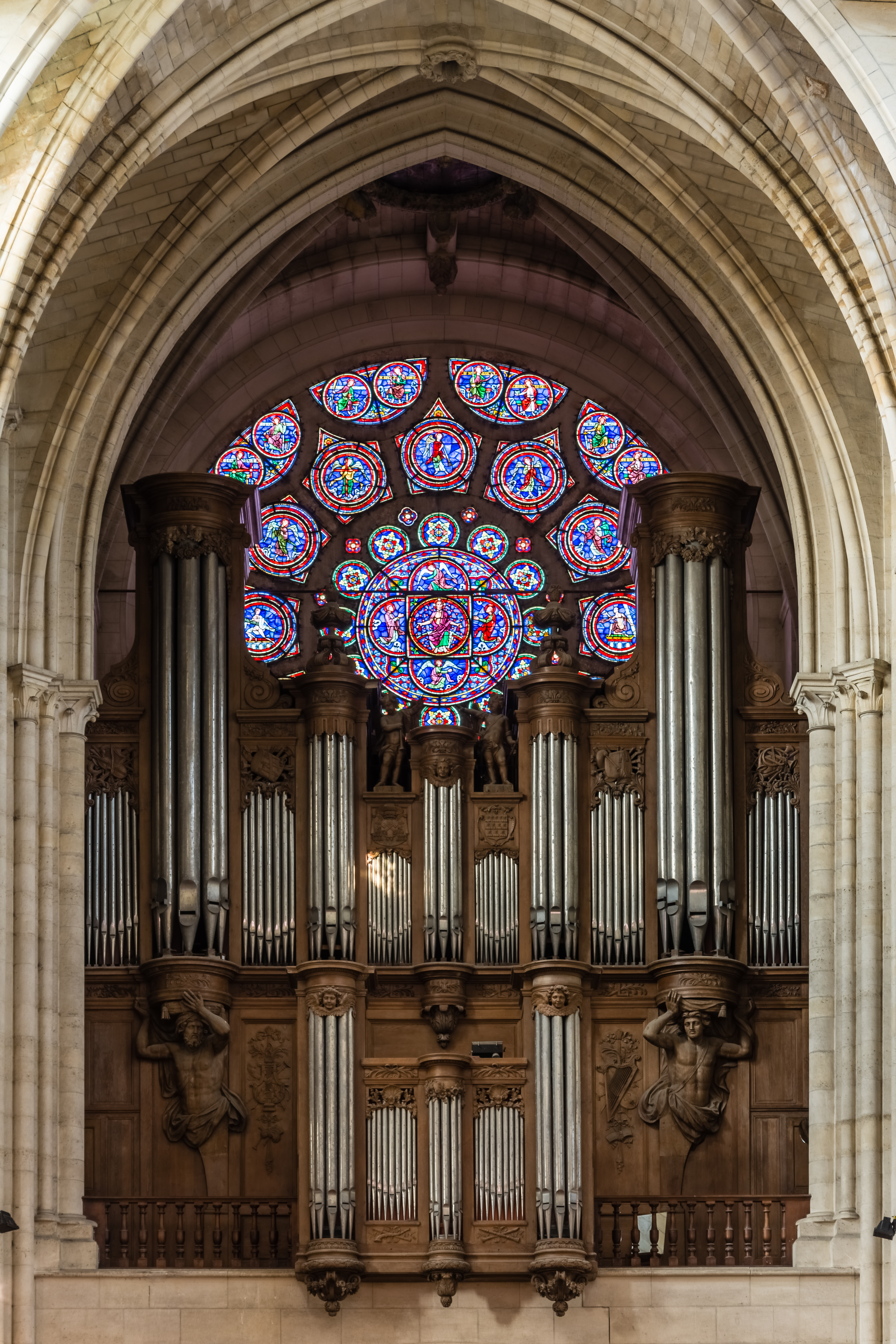
Orgel und Westfenster

Die Orgel wurde 1899 von dem Orgelbauer Henri Didier (Epinal) erbaut. Das Orgelhäuse ist älter. Es ist das Gehäuse der ersten Orgel, die um 1700 erbaut worden war. Das Instrument hat 54 Register auf drei Manualen und Pedal. Die Spiel- und Registertrakturen sind mechanisch.
| I Positif expressif C–g3 |                 |       |
| 1.                       | Bourdon         | 16′   |
| 2.                       | Bourdon         | 8′    |
| 3.                       | Salicional      | 8′    |
| 4.                       | Unda Maris      | 8′    |
| 5.                       | Principal       | 8′    |
| 6.                       | Flûte majeure   | 8′    |
| 7.                       | Flûte chalumeau | 4′    |
| 8.                       | Fugara          | 4′    |
| 9.                       | Quinte-Flûte    | 2 ⁄3′ |
| 10.                      | Doublette       | 2′    |
| 11.                      | Basson          | 8′    |
| 12.                      | Clarinette      | 8′    |
| 13.                      | Basson-Hautbois | 8′    |
|                          | Trémolo         |       |

| II Grand Orgue C–g3 |                  |       |
| 14.                 | Montre           | 16′   |
| 15.                 | Bourdon          | 16′   |
| 16.                 | Montre           | 8′    |
| 17.                 | Bourdon          | 8′    |
| 18.                 | Flûte harmonique | 8′    |
| 19.                 | Violon           | 8′    |
| 20.                 | Prestant         | 4′    |
| 21.                 | Flûte douce      | 4′    |
| 22.                 | Grosse quinte    | 2 ⁄3′ |
| 23.                 | Doublette        | 2′    |
| 24.                 | Plein Jeu III-VI |       |
| 25.                 | Cornet II-V      | 8′    |
| 26.                 | Basson           | 16′   |
| 27.                 | Trompette        | 8′    |
| 28.                 | Clairon          | 4′    |

| III Récit expressif C–g3 |                      |     |
| 29.                      | Bourdon              | 16′ |
| 30.                      | Cor de nuit          | 8′  |
| 31.                      | Voix céleste         | 8′  |
| 32.                      | Viole de gambe       | 8′  |
| 33.                      | Flûte traversière    | 8′  |
| 34.                      | Flûte octaviante     | 4′  |
| 35.                      | Octavin              | 2′  |
| 36.                      | Piccolo              | 1′  |
| 37.                      | Plein Jeu II-V       |     |
| 38.                      | Bombarde             | 16′ |
| 39.                      | Bombarde             | 8′  |
| 40.                      | Trompette harmonique | 8′  |
| 41.                      | Basson-Musette       | 8′  |
| 42.                      | Voix humaine         | 8′  |
| 43.                      | Clairon harmonique   | 4′  |
|                          | Trémolo              |     |

| Pédale C–f1 |             |         |
| 44.         | Soubasse    | 32′     |
| 45.         | Soubasse    | 16′     |
| 46.         | Flûte       | 16′     |
| 47.         | Violoncelle | 16′     |
| 48.         | Quinte      | 10 2⁄3′ |
| 49.         | Violoncelle | 8′      |
| 50.         | Basse       | 8′      |
| 51.         | Corni Dolci | 4′      |
| 52.         | Bombarde    | 16′     |
| 53.         | Trompette   | 8′      |
| 54.         | Clairon     | 4′      |

## Titularorganisten
An der Kathedrale von Laon waren Jules Fouquet (1899–1966), Marie Ducrot (1966–2000) und Laurent Fèvres (2000–2010) als Titularorganisten tätig. Seit September 2010 hat mit der polnischen Organistin und Musikpädagogin Lidia Książkiewicz erstmals eine ausländische Musikerin dieses Amt an einer französischen Kirche inne.

## Die Farbe in mittelalterlichen Kirchen

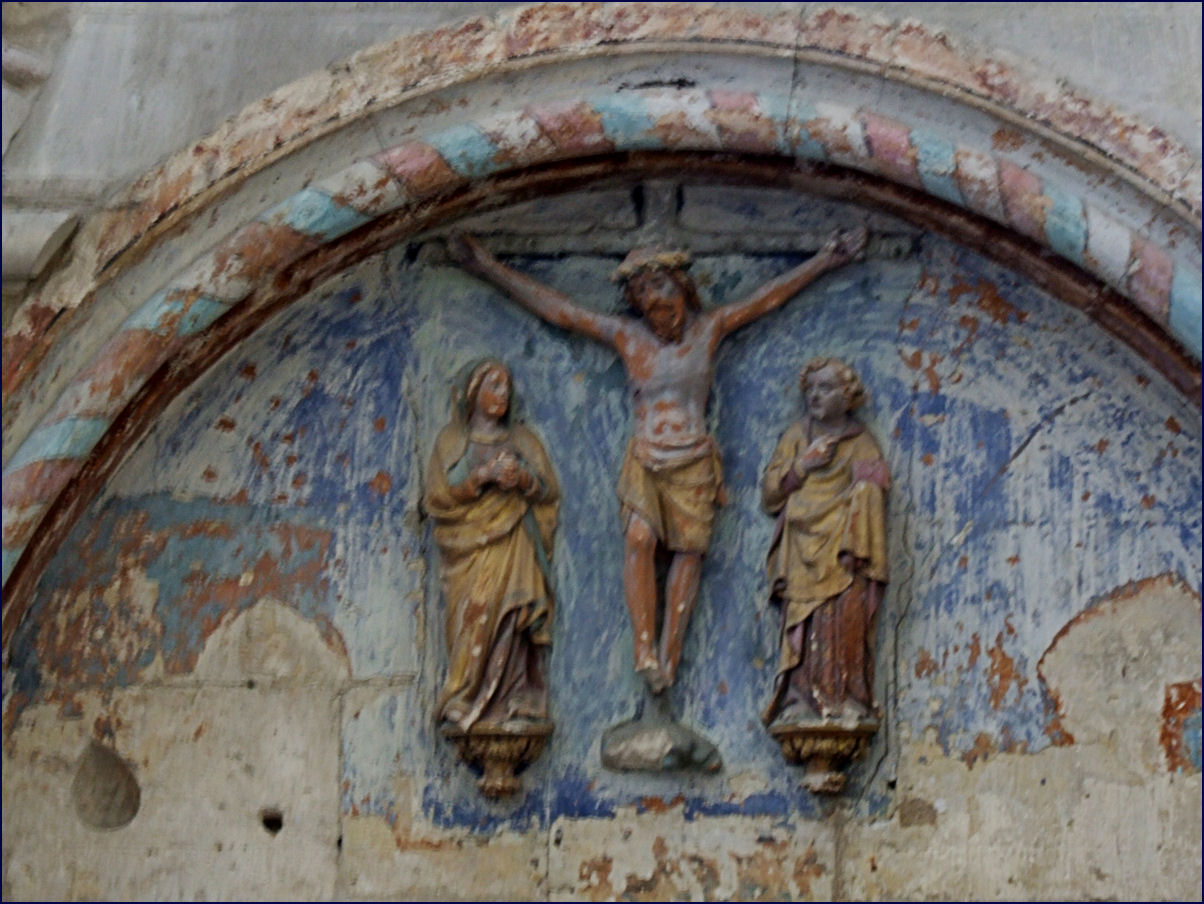
Farbreste

Einige Details eines unteren Bogenganges zeigen noch Farbreste. Und hier lässt sich nochmal darauf hinweisen, dass die mittelalterliche Architektur immer auch mit Farben arbeitete (Binding, S. 285). Man hat sich leider mittlerweile daran gewöhnt, diese Bauwerke in der sog. Steinsichtigkeit (Oursel, S. 62: „Werksteinromantik“) zu belassen und viele Besucher glauben daher, dass dieses Bild dem originalen Eindruck entspricht. Ein Erlass des Pariser Präfekten aus dem 13. Jh. verfügte, dass keine Figur aus Stein hergestellt werden darf, die nicht mit polychromer Bemalung versehen wird, sei sie für eine Kirche oder einen anderen Ort bestimmt (Binding, S. 286). Nicht nur die großen Fenster waren durchgehend farbig, auch die Wände waren teilweise mit Fresken bedeckt und die einzelnen strukturellen Bauglieder waren farblich voneinander abgesetzt. An den Resten der erhaltenen Farbe kann man das hier noch erkennen. Originale Farbreste wurden häufig auf den Orgelemporen gefunden, bei denen die Wandflächen von der später eingebauten Orgel so verdeckt wurden, dass man sie nicht übertünchen konnte oder wollte.
Das Thema Farbe in den mittelalterlichen Gebäuden ist für die heutige Denkmalpflege seit langem ein heißes Eisen. Man weiß zwar, dass ursprünglich vieles bemalt war, besonders Portale, Fensterrosen und Teile der Türme (Swaan, S. 117), man weiß aber meistens nicht wie, zumindest nicht genau (s. Verschwundenes Inventarium. Der Skulpturenfund im Kölner Domchor. Köln 1984). Über die Innenräume sind wir besser informiert. Generell lässt sich sagen, dass grundsätzlich die architektonischen Glieder farblich von der Grundfläche abgehoben wurden, also beispielsweise ein Dienst von der Dienstvorlage oder der Wand. Meist kamen dabei nur wenige Farben zur Geltung und scharfe Kontraste wurden vermieden, um die Wirkung der Glasmalerei der Fenster nicht zu überlagern. Bevorzugte Grundfarben waren Weiß sowie Ocker-, Rot- und Rosétöne (Nußbaum, S. 163).

## Literatur

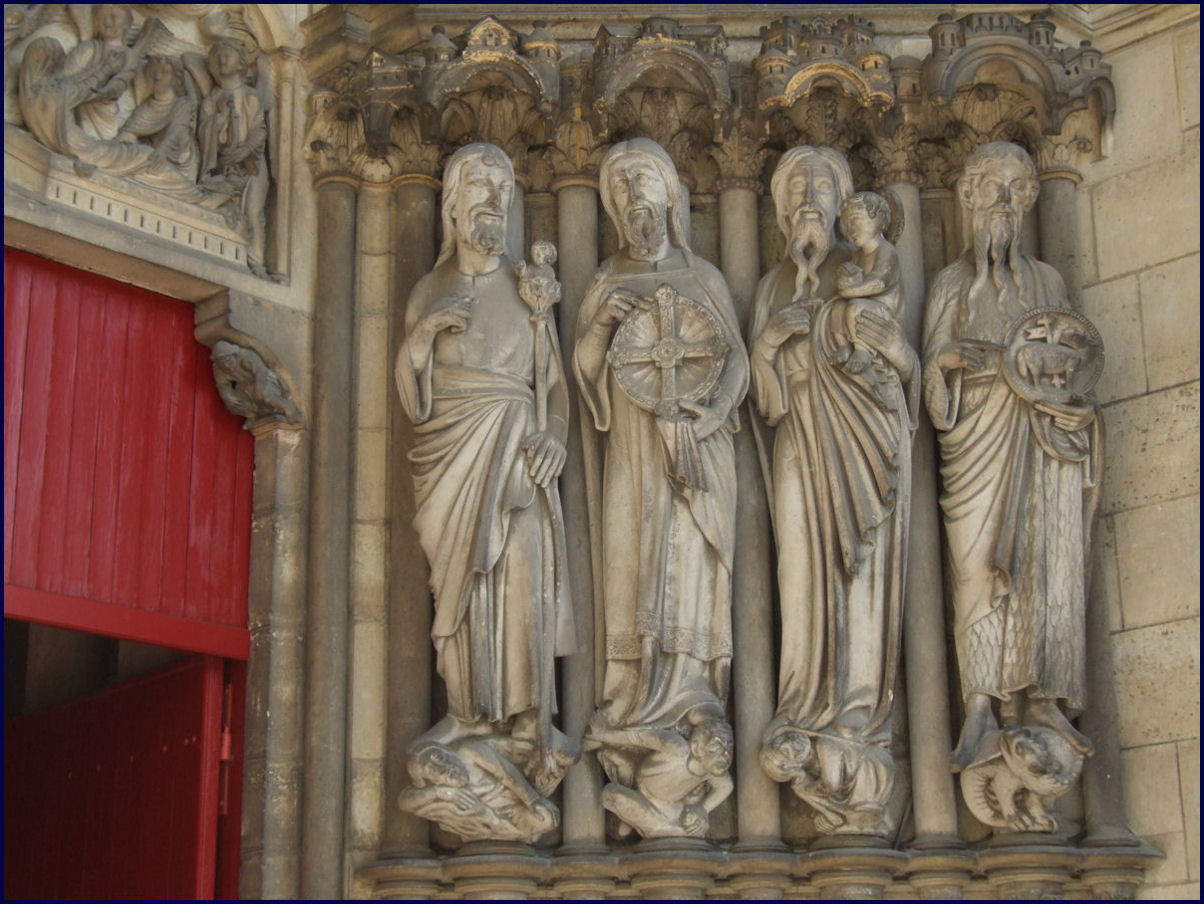
Portalgewände